# Lise Charles
Pour les articles homonymes, voir Charles.
Lise Charles, née le 12 octobre 1987, est une écrivaine et universitaire française. Elle a publié plusieurs romans aux éditions P.O.L et deux livres jeunesse, l'un à L'École des loisirs, l'autre chez Gallimard Jeunesse.

## Biographie
Lise Charles naît le 12 octobre 1987 de parents universitaires. Son frère François est mathématicien, professeur à l'université Paris-Sud. En 2004, alors qu'elle est en classe de première au lycée Henri-IV, elle devient la première élève à obtenir sur une même session quatre prix au Concours général : les premiers prix de composition française, d'histoire et de version grecque et le deuxième prix de version latine,. Elle est ensuite reçue au concours A/L de l'École normale supérieure en 2007, puis obtient l'agrégation de lettres classiques en juin 2010, avant de soutenir en 2016 une thèse intitulée Les Promesses du roman. Poétique de la prolepse sous l’Ancien Régime (1600-1750), publiée en 2021 aux éditions Garnier. En 2017-2018, elle est pensionnaire à la Villa Médicis. Elle est ensuite nommée maîtresse de conférences en langue et littérature françaises à l'université de Nantes, puis à la faculté des lettres de Sorbonne Université.
Son premier roman, La Cattiva, publié en 2013, est salué par la critique,. Son deuxième, Comme Ulysse, publié en 2015, est également très bien accueilli,,, et reçoit la mention spéciale du Prix Wepler. Son troisième roman, La Demoiselle à cœur ouvert,,,, est publié en 2020 et figure dans les premières sélections du prix Médicis et du prix Wepler. Avec François Matton, elle publie en 2022 un roman graphique : La Femme sans bouche.
En 2019, elle signe, sous le nom de Marianne Renoir, ses deux premiers livres pour enfants. Le Murmure des sorcières est publié à L'École des loisirs. La Princesse Caméléon est publié aux éditions Gallimard et illustré par Karine Bernadou.

## Œuvres de fiction

### Sous le nom de Lise Charles
- La Cattiva, P.O.L., 2013. Prix de la Romancière.
- Comme Ulysse, P.O.L., 2015. Mention spéciale du Prix Wepler.
- La Demoiselle à cœur ouvert, P.O.L., 2020.
- (avec François Matton) La Femme sans bouche, roman graphique, P.O.L., 2022.

### Sous le nom de Marianne Renoir
- Le Murmure des sorcières, L'École des loisirs, 2019.
- La Princesse Caméléon, Gallimard Jeunesse, 2019.